# پارادیس اسکار
پارادیس اسکار (به انگلیسی: Paradise Oskar) (زاده ۲۳ اکتبر ۱۹۹۰) خواننده ، ترانه‌سرا فنلاندی است.
او در مسابقه آواز یوروویژن ۲۰۱۱ نماینده فنلاند بود.